# Association Sportive de Monaco Football Club 2023-2024
Questa voce raccoglie le informazioni riguardanti l'Association Sportive de Monaco Football Club nelle competizioni ufficiali della stagione 2023-2024.

## Stagione
La stagione 2023-2024 sarà la novantanovesima nella storia del club e la sua sessantacinquesima nella massima divisione. Essa vedrà il Monaco partecipare alla Ligue 1, per l'undicesima stagione consecutiva, e alla Coppa di Francia.

## Divise e sponsor
| Casa | Trasferta | Terza |

## Rosa
In corsivo i calciatori ceduti durante la stagione.
| N. |                        | Ruolo | Calciatore                   |
| -- | ---------------------- | ----- | ---------------------------- |
| 1  | Polonia (bandiera)     | P     | Radosław Majecki             |
| 2  | Brasile (bandiera)     | D     | Vanderson                    |
| 3  | Cile (bandiera)        | D     | Guillermo Maripán            |
| 4  | Mali (bandiera)        | C     | Mohamed Camara               |
| 5  | Germania (bandiera)    | D     | Thilo Kehrer                 |
| 6  | Svizzera (bandiera)    | C     | Denis Zakaria                |
| 7  | Francia (bandiera)     | C     | Eliesse Ben Seghir           |
| 8  | Belgio (bandiera)      | C     | Eliot Matazo                 |
| 9  | Paesi Bassi (bandiera) | A     | Myron Boadu                  |
| 10 | Francia (bandiera)     | A     | Wissam Ben Yedder (capitano) |
| 12 | Brasile (bandiera)     | D     | Caio Henrique                |
| 14 | Germania (bandiera)    | A     | Ismail Jakobs                |
| 16 | Svizzera (bandiera)    | P     | Philipp Köhn                 |
| 17 | Russia (bandiera)      | C     | Aleksandr Golovin            |
| 18 | Giappone (bandiera)    | A     | Takumi Minamino              |
| 19 | Francia (bandiera)     | C     | Youssouf Fofana              |

| N. |                           | Ruolo | Calciatore         |
| -- | ------------------------- | ----- | ------------------ |
| 20 | Francia (bandiera)        | D     | Kassoum Ouattara   |
| 21 | Francia (bandiera)        | C     | Maghnes Akliouche  |
| 22 | Ghana (bandiera)          | D     | Mohammed Salisu    |
| 23 | Francia (bandiera)        | D     | Yllan Okou         |
| 27 | Senegal (bandiera)        | A     | Krépin Diatta      |
| 29 | Inghilterra (bandiera)    | A     | Folarin Balogun    |
| 34 | Francia (bandiera)        | D     | Chrislain Matsima  |
| 36 | Svizzera (bandiera)       | A     | Breel Embolo       |
| 37 | Francia (bandiera)        | C     | Edan Diop          |
| 42 | Francia (bandiera)        | C     | Mamadou Coulibaly  |
| 45 | Francia (bandiera)        | A     | Saimon Bouabre     |
| 47 | Francia (bandiera)        | A     | Lucas Michal       |
| 50 | Francia (bandiera)        | P     | Yann Lienard       |
| 77 | Portogallo (bandiera)     | C     | Gelson Martins     |
| 88 | Francia (bandiera)        | C     | Soungoutou Magassa |
| 99 | Costa d'Avorio (bandiera) | D     | Wilfried Singo     |

## Calciomercato

### Sessione estiva(dal 1º/7 al 1º/9)
| Acquisti         | Acquisti         | Acquisti      | Acquisti                  |
| R.               | Nome             | da            | Modalità                  |
| ---------------- | ---------------- | ------------- | ------------------------- |
| A                | Folarin Balogun  | Arsenal       | definitivo (30 milioni €) |
| C                | Denis Zakaria    | Juventus      | definitivo (20 milioni €) |
| D                | Mohammed Salisu  | Southampton   | definitivo (15 milioni €) |
| D                | Wilfried Singo   | Torino        | definitivo (10 milioni €) |
| P                | Philipp Köhn     | Salisburgo    | definitivo (10 milioni €) |
| Altre operazioni |                  |               |                           |
| R.               | Nome             | da            | Modalità                  |
| D                | Jean Marcelin    | Cercle Bruges | fine prestito             |
| P                | Radosław Majecki | Cercle Bruges | fine prestito             |
| C                | Félix Lemaréchal | Brest         | fine prestito             |
| A                | Anthony Musaba   | N.E.C.        | fine prestito             |
| D                | Arthur Zagré     | Excelsior     | fine prestito             |
| C                | Pelé             | Famalicão     | fine prestito             |

| Cessioni         | Cessioni         | Cessioni      | Cessioni                  |
| R.               | Nome             | a             | Modalità                  |
| ---------------- | ---------------- | ------------- | ------------------------- |
| D                | Axel Disasi      | Chelsea       | definitivo (45 milioni €) |
| C                | Jean Lucas       | Santos        | definitivo (6 milioni €)  |
| A                | Kevin Volland    | Union Berlino | definitivo (3 milioni €)  |
| D                | Arthur Zagré     | Excelsior     | gratuito                  |
| D                | Jean Marcelin    | Bordeaux      | gratuito                  |
| C                | Pelé             |               | svincolato                |
| C                | Félix Lemaréchal | Cercle Bruges | prestito                  |
| Altre operazioni |                  |               |                           |
| R.               | Nome             | a             | Modalità                  |
| P                | Alexander Nübel  | Bayern Monaco | fine prestito             |
| D                | Malang Sarr      | Chelsea       | fine prestito             |
| P                | Thomas Didillon  | Cercle Bruges | fine prestito             |

### Sessione invernale
| Acquisti         | Acquisti         | Acquisti     | Acquisti                 |
| R.               | Nome             | da           | Modalità                 |
| ---------------- | ---------------- | ------------ | ------------------------ |
| D                | Thilo Kehrer     | West Ham Utd | prestito (500 mila €)    |
| D                | Kassoum Ouattara | Amiens       | definitivo (2 milioni €) |
| Altre operazioni |                  |              |                          |
| R.               | Nome             | da           | Modalità                 |

| Cessioni         | Cessioni          | Cessioni      | Cessioni                 |
| R.               | Nome              | a             | Modalità                 |
| ---------------- | ----------------- | ------------- | ------------------------ |
| C                | Gelson Martins    | Olympiacos    | definitivo (3 milioni €) |
| D                | Yllan Okou        | Bastia        | definitivo (500 mila €)  |
| D                | Chrislain Matsima | Clermont Foot | prestito                 |
| A                | Myron Boadu       | Twente        | prestito                 |
| C                | Eliot Matazo      | Anversa       | prestito                 |
| Altre operazioni |                   |               |                          |
| R.               | Nome              | a             | Modalità                 |

## Risultati

### Ligue 1

#### Girone di andata
| Arbitro: | Letexier |

|                      |           |                                                   |
| Wieteska 7’ Cham 53’ | Marcatori | 26’ Vanderson 43’, 70’ Ben Yedder 90+3’ Akliouche |

| Arbitro: | Buquet |

|                                  |           |  |
| Minamino 20’, 36’ Ben Yedder 58’ | Marcatori |  |

| Arbitro: | Pignard |

|                                        |           |                                       |
| Mohamed 5’ (rig.), 48’ Castelletto 15’ | Marcatori | 27’ Minamino 58’ Ben Yedder 85’ Boadu |

| Arbitro: | Delajod |

|                                   |           |  |
| Singo 24’ Golovin 36’ Maripán 59’ | Marcatori |  |

| Arbitro: | Bollengier |

|                       |           |                         |
| Tosin 2’ Faivre 90+7’ | Marcatori | 17’ Golovin 69’ Balogun |

| Arbitro: | Millot |

|  |           |            |
|  | Marcatori | 90+1’ Boga |

| Arbitro: | Bastien |

|                               |           |                     |
| Akliouche 8’, 52’ Balogun 23’ | Marcatori | 1’ Ndiaye 18’ Gigot |

| Arbitro: | El Hadj |

|                  |           |                                       |
| Teuma 58’ (rig.) | Marcatori | 41’ Jakobs 46’ Balogun 48’ Ben Yedder |

| Arbitro: | Lissorgue |

|                  |           |              |
| Golovin 42’, 55’ | Marcatori | 4’ L. Camara |

| Arbitro: | Turpin |

|                              |           |  |
| Cavaleiro 32’ B. Diakité 42’ | Marcatori |  |

| Arbitro: | Wattellier |

|                         |           |  |
| Zakaria 16’ Golovin 69’ | Marcatori |  |

| Le Havre 11 novembre 2023, ore 21:00 CET 12ª giornata | Le Havre | 0 – 0 referto | Monaco | Stadio Océane (23 008 spett.)\| Arbitro: \| Léonard \| |
| Arbitro:                                              | Léonard  |               |        |                                                        |

| Arbitro: | Bastien |

|                                                                      |           |                          |
| Ramos 18’ Mbappé 39’ (rig.) Dembélé 70’ Vitinha 72’ Kolo Muani 90+6’ | Marcatori | 22’ Minamino 75’ Balogun |

| Arbitro: | Stinat |

|                              |           |  |
| Minamino 9’ Ben Yedder 90+1’ | Marcatori |  |

| Arbitro: | Turpin |

|                       |           |                             |
| Bourigeaud 90’ (rig.) | Marcatori | 51’ Vanderson 85’ Y. Fofana |

| Arbitro: | Buquet |

|  |           |              |
|  | Marcatori | 85’ Jeffinho |

| Arbitro: | Brisard |

|          |           |                            |
| Magri 5’ | Marcatori | 26’, 44’ (rig.) Ben Yedder |

#### Girone di ritorno
| Arbitro: | Letexier |

|                |           |                                     |
| Ben Yedder 49’ | Marcatori | 35’ Teuma 55’ Khadra 90+6’ Matusiwa |

| Arbitro: | Delajod |

|                            |           |                               |
| Aubameyang 38’ Balerdi 50’ | Marcatori | 7’ Ben Yedder 45+3’ Akliouche |

| Arbitro: | Brisard |

|                |           |                   |
| Ben Yedder 63’ | Marcatori | 65’ (aut.) Fofana |

| Arbitro: | Wattellier |

|                                 |           |                              |
| Laborde 37’ (rig.) Guessand 74’ | Marcatori | 16’, 50’ Zakaria 77’ Golovin |

| Arbitro: | Bastien |

|               |           |                      |
| Akliouche 48’ | Marcatori | 41’ Sierro 70’ Costa |

| Arbitro: | Letexier |

|                   |           |                                 |
| Wahi 31’ Saïd 77’ | Marcatori | 19’ Balogun 30’, 90+2’ Minamino |

| Fontvieille 1º marzo 2024, ore 21:00 CET 24ª giornata | Monaco | 0 – 0 referto | Paris Saint-Germain | Stadio Louis II (14 700 spett.)\| Arbitro: \| Buquet \| |
| Arbitro:                                              | Buquet |               |                     |                                                         |

| Arbitro: | Turpin |

|  |           |                |
|  | Marcatori | 72’ Ben Seghir |

| Arbitro: | Dechepy |

|                             |           |                                |
| Mendy 27’ (aut.) Fofana 60’ | Marcatori | 1’ (aut.) Singo 90+5’ Bakayoko |

| Arbitro: | Wattellier |

|                           |           |                                                          |
| P. Diallo 78’ I. Sané 84’ | Marcatori | 4’ Minamino 10’ Akliouche 16’ Vanderson 76’, 87’ Balogun |

| Arbitro: | Frappart |

|               |           |  |
| Akliouche 25’ | Marcatori |  |

| Arbitro: | Turpin |

|               |           |  |
| Y. Fofana 61’ | Marcatori |  |

| Arbitro: | Buquet |

|  |           |                          |
|  | Marcatori | 40’ Zakaria 48’ Minamino |

| Arbitro: | Dechepy |

|                                          |           |                    |
| Lacazette 22’ Benrahma 26’ M. Fofana 84’ | Marcatori | 1’, 60’ Ben Yedder |

| Arbitro: | El Hadj |

|                                             |           |          |
| Minamino 16’ Embolo 37’ Ben Yedder 57’, 87’ | Marcatori | 34’ Cham |

| Arbitro: | Frappart |

|  |           |                            |
|  | Marcatori | 52’ Ouattara 65’ Y. Fofana |

| Arbitro: | Lissorgue |

|                                                              |           |  |
| Ben Yedder 6’ Kehrer 10’ M. Camara 24’ (rig.) Ben Seghir 61’ | Marcatori |  |

### Coppa di Francia
| Arbitro: | Dechepy |

|                                                                          |                      |                                                                            |
| Maouassa 43’ Sotoca 62’                                                  | Marcatori            | 1’ Ben Yedder 21’ Akliouche                                                |
| Saïd Sotoca Fulgini Medina Danso Frankowski Aguilar El Aynaoui Thomasson | Tiri di rigore 5 – 6 | Ben Yedder Fofana Vanderson Boadu Zakaria Maripán Diop K. Ouattara Magassa |

| Arbitro: | Stinat |

|                      |           |                                 |
| Mambo Muzalijoma 21’ | Marcatori | 10’ (rig.), 50’, 58’ Ben Yedder |

| Arbitro: | Buquet |

|                                                              |                      |                                                               |
| Bassin 45+5’                                                 | Marcatori            | 35’ (rig.) Balogun                                            |
| Sahloune A. Allée Z. Allée Benzia Ouadah V. Sanson Bernasque | Tiri di rigore 6 – 5 | Golovin Ben Seghir Y. Fofana Kehrer Balogun Maripán Akliouche |

## Statistiche finali

### Statistiche di squadra
| Competizione     | Punti | In casa | In casa | In casa | In casa | In casa | In casa | In trasferta | In trasferta | In trasferta | In trasferta | In trasferta | In trasferta | Totale | Totale | Totale | Totale | Totale | Totale | DR  |
| Competizione     | Punti | G       | V       | N       | P       | Gf      | Gs      | G            | V            | N            | P            | Gf           | Gs           | G      | V      | N      | P      | Gf     | Gs     | DR  |
| ---------------- | ----- | ------- | ------- | ------- | ------- | ------- | ------- | ------------ | ------------ | ------------ | ------------ | ------------ | ------------ | ------ | ------ | ------ | ------ | ------ | ------ | --- |
| Ligue 1          | 67    | 17      | 10      | 3       | 4       | 30      | 14      | 17           | 10           | 4            | 3            | 38           | 28           | 34     | 20     | 7      | 7      | 68     | 42     | +26 |
| Coppa di Francia | -     | 0       | 0       | 0       | 0       | 0       | 0       | 3            | 1            | 2            | 0            | 6            | 4            | 3      | 1      | 2      | 0      | 6      | 4      | +2  |
| Totale           | -     | 17      | 10      | 3       | 4       | 30      | 14      | 20           | 11           | 6            | 3            | 44           | 32           | 37     | 21     | 9      | 7      | 74     | 46     | +28 |

### Andamento in campionato
| Giornata  | 1 | 2 | 3 | 4 | 5 | 6 | 7 | 8 | 9 | 10 | 11 | 12 | 13 | 14 | 15 | 16 | 17 | 18 | 19 | 20 | 21 | 22 | 23 | 24 | 25 | 26 | 27 | 28 | 29 | 30 | 31 | 32 | 33 | 34 |
| --------- | - | - | - | - | - | - | - | - | - | -- | -- | -- | -- | -- | -- | -- | -- | -- | -- | -- | -- | -- | -- | -- | -- | -- | -- | -- | -- | -- | -- | -- | -- | -- |
| Luogo     | T | C | T | C | T | C | C | T | C | T  | C  | T  | T  | C  | T  | C  | T  | C  | T  | C  | T  | C  | T  | C  | T  | C  | T  | C  | C  | T  | T  | C  | T  | C  |
| Risultato | V | V | N | V | N | P | V | V | V | P  | V  | N  | P  | V  | V  | P  | V  | P  | N  | N  | V  | P  | V  | N  | V  | N  | V  | V  | V  | V  | P  | V  | V  | V  |
| Posizione | 2 | 1 | 1 | 1 | 1 | 4 | 1 | 1 | 1 | 3  | 2  | 3  | 3  | 3  | 3  | 3  | 3  | 4  | 4  | 4  | 3  | 5  | 3  | 3  | 3  | 3  | 3  | 3  | 2  | 2  | 2  | 2  | 2  | 2  |

Legenda:

Luogo: C = Casa; T = Trasferta. Risultato: V = Vittoria; N = Pareggio; P = Sconfitta.

### Statistiche dei giocatori
Sono in corsivo i calciatori che hanno lasciato la società a stagione in corso.
| Giocatore     | Ligue 1  | Ligue 1 | Ligue 1     | Ligue 1    | Coppa di Francia | Coppa di Francia | Coppa di Francia | Coppa di Francia | Totale   | Totale | Totale      | Totale     |
| Giocatore     | Presenze | Reti    | Ammonizioni | Espulsioni | Presenze         | Reti             | Ammonizioni      | Espulsioni       | Presenze | Reti   | Ammonizioni | Espulsioni |
| ------------- | -------- | ------- | ----------- | ---------- | ---------------- | ---------------- | ---------------- | ---------------- | -------- | ------ | ----------- | ---------- |
| M. Akliouche  | 29       | 7       | 4           | 0          | 3                | 1                | 2                | 0                | 32       | 8      | 6           | 0          |
| F. Balogun    | 29       | 7       | 1           | 0          | 3                | 1                | 0                | 0                | 32       | 8      | 1           | 0          |
| W. Ben Yedder | 32       | 16      | 2           | 0          | 2                | 4                | 1                | 0                | 34       | 20     | 3           | 0          |
| E. Ben Seghir | 13       | 2       | 0           | 1          | 1                | 0                | 0                | 0                | 14       | 2      | 0           | 1          |
| E. Bouabre    | 1        | 0       | 0           | 0          | 0                | 0                | 0                | 0                | 1        | 0      | 0           | 0          |
| M. Boadu      | 9        | 1       | 0           | 0          | 1                | 0                | 0                | 0                | 10       | 1      | 0           | 0          |
| Caio Henrique | 9        | 0       | 0           | 0          | 0                | 0                | 0                | 0                | 9        | 0      | 0           | 0          |
| M. Camara     | 20       | 1       | 4           | 0          | 0                | 0                | 0                | 0                | 20       | 1      | 4           | 0          |
| A. Cartillier | 1        | 0       | 0           | 0          | 1                | 0                | 0                | 0                | 2        | 0      | 0           | 0          |
| M. Coulibaly  | 5        | 0       | 0           | 0          | 1                | 0                | 0                | 0                | 6        | 0      | 0           | 0          |
| K. Diatta     | 26       | 0       | 3           | 0          | 0                | 0                | 0                | 0                | 26       | 0      | 3           | 0          |
| E. Diop       | 10       | 0       | 3           | 0          | 2                | 0                | 0                | 0                | 12       | 0      | 3           | 0          |
| B. Embolo     | 5        | 1       | 0           | 0          | 0                | 0                | 0                | 0                | 5        | 1      | 0           | 0          |
| Y. Fofana     | 32       | 4       | 4           | 0          | 3                | 0                | 0                | 0                | 35       | 4      | 4           | 0          |
| A. Golovin    | 25       | 6       | 8           | 1          | 2                | 0                | 0                | 0                | 27       | 6      | 8           | 1          |
| I. Jakobs     | 22       | 1       | 0           | 0          | 1                | 0                | 0                | 0                | 23       | 1      | 0           | 0          |
| T. Kehrer     | 15       | 1       | 4           | 1          | 3                | 0                | 1                | 0                | 18       | 1      | 5           | 1          |
| P. Köhn       | 22       | -32     | 0           | 0          | 0                | 0                | 0                | 0                | 22       | -32    | 0           | 0          |
| S. Magassa    | 20       | 0       | 7           | 0          | 1                | 0                | 0                | 0                | 21       | 0      | 7           | 0          |
| R. Majecki    | 12       | -10     | 1           | 0          | 3                | -4               | 1                | 0                | 15       | -14    | 2           | 0          |
| G. Maripán    | 23       | 0       | 0           | 1          | 2                | 0                | 0                | 0                | 25       | 0      | 0           | 1          |
| E. Matazo     | 6        | 0       | 2           | 0          | 0                | 0                | 0                | 0                | 6        | 0      | 2           | 0          |
| C. Matsima    | 6        | 0       | 2           | 0          | 1                | 0                | 0                | 0                | 7        | 0      | 2           | 0          |
| L. Michal     | 1        | 0       | 0           | 0          | 0                | 0                | 0                | 0                | 1        | 0      | 0           | 0          |
| T. Minamino   | 30       | 10      | 4           | 0          | 1                | 0                | 0                | 0                | 31       | 10     | 4           | 0          |
| K. Ouattara   | 14       | 1       | 2           | 0          | 3                | 0                | 1                | 0                | 17       | 1      | 3           | 0          |
| M. Salisu     | 12       | 0       | 2           | 0          | 1                | 0                | 0                | 0                | 13       | 0      | 2           | 0          |
| W. Singo      | 25       | 0       | 7           | 1          | 0                | 0                | 0                | 0                | 25       | 0      | 7           | 1          |
| Vanderson     | 20       | 3       | 6           | 1          | 3                | 0                | 0                | 0                | 23       | 3      | 6           | 1          |
| D. Zakaria    | 25       | 4       | 13          | 2          | 3                | 0                | 1                | 0                | 28       | 4      | 14          | 2          |